# 小行星11666
小行星11666（11666 Bracker）是一颗绕太阳运转的小行星，为主小行星带小行星。该小行星于1997年6月29日发现。

## 轨道参数
小行星11666的轨道半长轴为2.4053743 UA，离心率为0.160。